# Distichophyllum imbricatum
Distichophyllum imbricatum är en bladmossart som beskrevs av Mitten 1876. Distichophyllum imbricatum ingår i släktet Distichophyllum och familjen Hookeriaceae. Inga underarter finns listade i Catalogue of Life.